# Veys Āqā Kandī
Veys Āqā Kandī (persiska: وِيس آقا كَندی, دِهِ وِيس آقا, ویس آقا کندی, Deh-e Veys Āqā) är en ort i Iran.   Den ligger i provinsen Västazarbaijan, i den nordvästra delen av landet, 500 km väster om huvudstaden Teheran. Veys Āqā Kandī ligger 1 283 meter över havet och antalet invånare är 663.
Terrängen runt Veys Āqā Kandī är platt åt nordost, men åt sydväst är den kuperad. Runt Veys Āqā Kandī är det ganska tätbefolkat, med 144 invånare per kvadratkilometer. Närmaste större samhälle är Mīāndoāb, 14,2 km öster om Veys Āqā Kandī. Trakten runt Veys Āqā Kandī består till största delen av jordbruksmark.